# Al-Manschiyya-Vorfall
Der al-Manschiyya-Vorfall (arabisch حادثة المنشية, DMG Ḥādiṯat al-Manšiyya) war ein Attentatsversuch auf Gamal Abdel Nasser 1954, der zur Auflösung und Verfolgung der Muslimbruderschaft führte.

## Geschichte
Der Begriff bezieht sich auf den Schusswaffenangriff auf den damaligen Premierminister Gamal Abdel Nasser am 26. Oktober 1954, während er eine Rede auf dem al-Manschiyya-Platz in Alexandria, Ägypten, hielt. Der Muslimbruder Mahmud Abdel Latif hatte aus einigen Metern Entfernung Schüsse auf ihn abgefeuert; Nasser blieb jedoch unverletzt. Die Muslimbruderschaft wurde beschuldigt, hinter diesem Attentat zu stehen, was zur Auflösung und zum erneuten Verbot der Organisation führte. Mitglieder und Unterstützer der Bruderschaft wurden verhaftet, ihr Hauptsitz in Ḥilmiya niedergebrannt. Zudem wurden mehrere führende Persönlichkeiten vor Gericht gestellt und zum Tode verurteilt, darunter der Oberste Führer Hasan al-Hudaibi, Scheich Muḥammad Farghali, Richter ʿAbdul Qādir ʿUdah, ʿAbdul Monʿim ʿAbdul Raʾūf und andere. Die Bruderschaft bestritt jedoch ihre Beteiligung an diesem Vorfall.